# 전신 송금
전신 송금(電信送金, wire transfer)은 한 사람이나 법인에서 다른 사람이나 법인으로 전자 자금을 이체하는 방법이다. 한 은행계좌에서 다른 은행계좌로 전신송금을 할 수도 있고, 현금창구에서 현금을 이체하는 방법도 있다.
다양한 전신 송금 시스템과 운영자는 결제의 즉각성과 최종성, 거래 비용, 가치 및 규모와 관련하여 다양한 옵션을 제공한다. 미국 연방준비제도의 페드와이어(Fedwire) 시스템과 같은 중앙은행 송금 시스템은 가장 빠른 자금 가용성을 제공한다는 점에서 실시간 총결제(RTGS) 시스템일 가능성이 높다. 이는 전신 송금 시스템 운영자의 전자 계좌에 대한 총액(완전한) 항목을 게시하기 때문이다. CHIPS(Clearing House Interbank Payments System)와 같은 다른 시스템은 정기적으로 차액 결제를 제공한다. 보다 즉각적인 결제 시스템은 더 높은 금전적 가치, 시간이 중요한 거래를 처리하는 경향이 있고, 거래 비용이 더 높으며, 지불 금액이 더 적는다. 결제 프로세스가 빨라지면 자금이 이동하는 동안 통화 변동에 소요되는 시간이 줄어든다.

## 같이 보기
- 현금인출카드
- 전자지급결제대행서비스